# Devran Ayhan
Devran Ayhan (Batman, 25 marzo 1978) è un ex calciatore turco, di ruolo centrocampista.

## Carriera
Ha giocato nella massima serie dei campionati turco ed azero.